# Сергей Ширински
Сергей Петрович Ширински (на руски: Серге́й Петро́вич Шири́нский) е руски виолончелист, професор в Московската консерватория, народен артист на РСФСР (1965), лауреат на Сталинска награда (1946).

## Биография
Сергей Петрович Ширински е роден на 5 юли 1903 г. в Екатеринодар (днес Краснодар). Майка му е пианистката Евгения Францевна Касан, открила първото музикално училище в Екатеринодар. По-големият му брат е Василий Ширински, известен композитор, цигулар и диригент.
Първият музикален учител на Сергей е майка му, която създава „семейно“ пиано трио, където партията на цигулката се изпълнява от Василий. Това изиграва голяма роля в развитието на двете момчета. През 1913 г. семейството се премества в Москва, където Сергей започва да посещава частна музикална школа и учи при виолончелиста Михаил Букиник, възпитаник на Анатолий Брандуков. Постигнатите успехи му позволяват да свири соло пред малка концертна публика. През 1914 г. се записва като стажант в оркестъра на кино „Художествено“. Година по-късно, от позицията на „отговорен виолончелист“, свири в подобния колектив на кино „Съюз“. По време на революционните сътресения и Гражданската война (1917 – 1922) Сергей многократно заминава на фронта като част от военни оркестри.
Постъпва в Московската консерватория и първо учи виолончело под ръководството на професор Алфред фон Глен, а след заминаването на преподавателя от Русия – при Анатолий Брандуков. Завършва я с отличие през 1923, а през 1929 защитава докторантура.
През 1940-те години преподава в музикалното училище към Московската консерватория. От 1931 г. е доцент и преподавател по виолончело в Московската консерватория, а през 1945 г. получава званието професор. През 1946 г. получава Сталинска награда, първа степен, а през 1965 г. – титлата народен артист на РСФСР.
Сергей Петрович Ширински умира на 18 октомври 1974 г. в Москва. Погребан е във Ваганковското гробище.

## Концертна дейност
През 1922 – 1932 г. Ширински свири в Персимфанс – Първи симфоничен ансамбъл към Московския градски съвет. През 1923 г. е поканен на длъжността концертмайстор на групата на виолончелистите в оркестъра на Болшой театър.
По същото време се състоят и първите изпълнения на струнния квартет, създаден от възпитаници на консерваторията – цигуларя Дмитрий Циганов, виолиста Вадим Борисовски и братята Ширински, който по-късно получава името „Бетовен“. Отбелязвайки изключителното умение на всички членове на квартета, критиците се възхищават и конкретно на инструменталните изпълнения на Сергей Ширински. През 1973 г. Дмитрий Шостакович посвещава на младия виолончелист своя четиринадесети струнен квартет. Наред с Мравински квартетът изиграва голяма роля в творческата биография на Шостакович, тъй като е първият изпълнител на почти всички негови камерни композиции. Сергей Ширински е несменяем участник в квартета в продължение на 50 години – от 1923 до 1974 г.
С постоянен успех се провеждат и самостоятелните концерти на Ширински. Той гостува в много републики и градове на страната, където свири с най-големите местни оркестри и диригенти. Пресата редовно пише за виртуозността на неговите изпълнения. В допълнение към композициите, които съставляват „златния фонд“ на произведенията за виолончело, той е един от първите, които изпълняват малко известните тогава „Балада“ от Сергей Прокофиев, Първата соната за виолончело от Николай Мясковски, „Поема" от Александър Крейн, Концерт-рапсодия от Арам Хачатурян, „Импровизация“ от брат си Василий Ширински, сонати за соло виолончело от немеца Паул Хиндемит, швейцареца Артур Онегер, унгареца Золтан Кодай, рапсодия „Шеломо“ от Ернст Блох и други. Той е и изключителен интерпретатор на Сонатата за виолончело и пиано на Шостакович.
Широкият репертоар на Ширински се състои от произведения на класически и модерни композитори. Неговите изпълнения на сюити от Йохан Себастиан Бах, сонати от Лудвиг ван Бетовен, Франц Шуберт, Франсоа Франкьор, Йоханес Брамс, концерти на Йозеф Хайдн, Роберт Шуман, Антонин Дворжак се превръщат в модел за интерпретация на тези произведения.
Още в края на 1920-те години Ширински проявява специален интерес към музиката на Йохан Себастиан Бах и по-специално към неговите сюити за соло виолончело и тяхната интерпретация. По-късните му обработки на някои от тях получават висока оценка от критиците. Прави редица обработки и адаптации на пиеси на Камий Сен-Санс, Николай Римски-Корсаков, Николо Паганини и Пабло Сарасате.
Ширински свири в ансамбъл с пианистите Александър Голденвайзер, Константин Игумнов, Мария Юдина и Емил Гилелс. В продължение на десетилетия той ръководи виолончелните групи на най-уважаваните оркестри в страната. От 1920 г. свири в оркестъра на Болшой театър и в различни години е участник в оркестъра на Московската филхармония, Държавния оркестър на СССР и на Големия симфоничен оркестър „Чайковски“.
Ширински свири на известни сцени в СССР и чужбина с изключителни музиканти на 20-ти век – немските диригенти Ото Клемперер и Оскар Фрид, американския Леополд Стоковски, френския Шарл Мюнш, немския Херман Абендрот, руските Николай Голованов, Самуил Самосуд и Александър Гаук.

## Педагогическа дейност
Постиженията на Сергей Ширински в областта на педагогиката са на много високо ниво. Методът му на преподаване е доминиран от стремежа към постоянно търсене на нещо ново, по-съвършено и нестандартно. Това се отнася не само до интерпретацията на различните композиции, но и до отдавна установените техники на свирене – музикален щрих, апликатура, вибрация и т.н. За него е важно възпитанието на вкуса, проникването в характера, стила и особеностите на музиката, която се свири. Ширински силно препоръчва на учениците да свирят в ансамбли и да посещават класове по квартет и оркестър, за да обогатят музикалните си виждания.